# 沙特阿拉伯基督教
沙特阿拉伯是政教合一的伊斯蘭國家，85％到90％的沙特公民是遜尼派穆斯林，而10％至15％的公民是什葉派穆斯林。沙烏地阿拉伯公民中基督徒人数的正式统计数字為零。
现在沙特阿拉伯的基督徒都是在沙特阿拉伯工作的外國人。沙特阿拉伯沒有明確法律保障非穆斯林的宗教自由，官方通常容忍非穆斯林的外國人在私人地方進行非公開的私人宗教活動，不過也有宗教警察搜查私人聚會的事件發生，而公開的非伊斯蘭宗教活動則被禁止。

## 歷史
基督徒在公元7世紀前的時間已經形成了教會，考古學家發現據稱有史以來的最早的教堂建築之一，坐落在沙特阿拉伯，被稱為朱拜勒教堂，建於公元4世紀。到十世纪時大多数沙特阿拉伯居民已接受伊斯蘭教，原有的基督徒人口大多數被逼改信伊斯蘭教或被驅逐。
在伊斯蘭教崛起前，阿拉伯半島有一些部族信仰基督教，例如台格利卜部族（Banu Taghlib）和泰米姆部族（Banu Tamim）。6世紀時，台格利卜部族北遷美索不達米亞。
《穆斯林聖訓實錄》19:4366記述穆罕默德要將猶太人及基督教徒趕出阿拉伯半島，只許穆斯林留下。

## 現在的基督徒社群
今天有超過一百萬天主教基督徒在沙特阿拉伯，他們大多是在當地工作的海外菲律賓人和印度人，不具公民身分。也有來自其它國家的一些基督徒在沙烏地阿拉伯王國工作。
沙烏地阿拉伯允許基督徒作為臨時工作的外勞進入該國，但不允許他們公開實踐他們的信仰。基督徒一般是秘密地在私人地方內舉行宗教活動。沙特阿拉伯政府禁止穆斯林改变信仰，叛教者可被處以死刑。
基督徒和其他非穆斯林被禁止進入麥加和麥地那。